# Liste des maires de Port-au-Prince
Cet article dresse la liste des maires de Port-au-Prince, ville fondée le 13 juin 1749.
- Thomas Antoine de Mauduit du Plessis : 1787 - 3 mars 1791
- Michel-Joseph Leremboure (1720-1804) ! 3 mars 1791 - 1792
- Bernard Borgella de Pensié : 1792
- Paul Jean 1843 (* fin de 1800 en Léogane).
- Jules Saint Macary : 13 janvier 1881, magistrat de Port-au-Prince
- Sténio Vincent : 1907 - 1909
- Commission intérimaire
- Clément Magloire : préfet de Port-au-Prince de 1922 à 1930, sous Louis Borno
- Raphaël Brouard : 1938 - 1940
- Sylvio Cator : 1946 - 19..
- Nélaton Camille : 1952 - 1955[2]
- Léonie Coicou Madiou : 1955
- Windsor Klébert Laferrière (-1957)
- Jean Deeb (1960-)
- Franck Romain (-1988)
- Carmen Christophe (1988-)
- Widner Gérard Vital-Herne[3],
- Irene Ridoré (-1991)
- Evans Paul (1991)
- Gerald Solomon (1991-1994)
- Evans Paul (1994-1995)
- Manno Charlemagne (1995-2000)
- Ginette Pomponneau Duperval (2000-2002)
- Rassoul Labuchin (2002-2004)
- Carline Simon (2004-2007)
- Jean-Yves Jason (2007-2012)
- Municipal Commission (Gabrielle Hyacinthe, assisté dans ses fonctions par Jean-Marie Descorbettes et Junior Gérald Estimé) (2012-2012)
- Marie-Josephe René (Président de la Commission municipale intérimaire) (2012-2013)
- Pierre-Richard Duplan (Président de la Commission municipale intérimaire) (2013-2016)
- Ralph Youri Chevry (juin 2016–2020)
- Lucsonne Janvier (depuis le 7 juillet 2020)